# Pälden Gyaltsen
Pälden Gyaltsen (1601-1674) was een Tibetaans geestelijke.
Hij was de veertigste Ganden tripa van ca. 1651/55 tot 1662 en daarmee de hoofdabt van het klooster Ganden en hoogste geestelijke van de gelugtraditie in het Tibetaans boeddhisme.